# Imperator Alexandr III (1901)
Imperator Alexandr III (rusky Император Александр III) byla jedna z bitevních lodí třídy Borodino (predreadnought) postavených pro ruské carské námořnictvo na začátku dvacátého století. Stavba probíhala v baltské loděnici v Petrohradu a dokončena byla v době vypuknutí rusko-japonské války v roce 1904. Přidělili ji k druhé eskadře tichooceánského loďstva a Dálný východ byla poslána několik měsíců po dokončení, aby prolomila japonskou blokádu Port Arthuru. Japonci nicméně přístav dobyli v době, kdy byla eskadra na cestě, a cíl ruských lodí se tak změnil na Vladivostok. Byla potopena během bitvy u Cušimy 27. května 1905 pod japonskou palbou, přičemž nikdo z posádky nepřežil.